# ティム・ベネット
ティム・ベネット（Tim Bennetts、1990年8月1日 - ）は、ジャパンラグビーリーグワンNECグリーンロケッツ東葛に所属するオーストラリア・シドニー出身のラグビー選手。元日本代表。

## プロフィール
- ポジションはセンター(CTB)。
- 身長 183 cm、体重 92 kg
- 日本代表キャップは5。（2016年6月現在）
- ニックネームはTB。
- U20オーストラリア代表に選出されたことがある。
- 父親はオーストラリア人、母親がフィリピン人である。

## 来歴
ペナントヒルズ高校卒業後、スーパーラグビーのワラターズアカデミーに入る。
2012年、キヤノンイーグルス(現・横浜キヤノンイーグルス)に加入。同年9月1日に行われたジャパンラグビートップリーグ第1節のNTTドコモレッドハリケーンズ戦にて先発出場で公式戦初出場を果たす。なお加入のきっかけは母親がフィリピン人なのでトップリーグのアジア枠で出場できたことから。
2015年7月19日に行われたパシフィック・ネイションズカップのカナダ戦で途中出場ながら日本代表初キャップを獲得した。また同年8月にはラグビーワールドカップ2015のバックアップメンバーに選出された。
2019年、宗像サニックスブルースに加入。
2021年、NECグリーンロケッツ東葛に加入。